# أمتراك
شركة ركاب السكك الحديدية الوطنية واسمها التجاري أمتراك Amtrak وتلفظ (ويكتب أحيانًا AMTRAK) هي شركة سكك حديدية للركاب تخدم خطوطًا على المسافة المتوسطة والمسافة البعيدة بين المدن في الولايات المتحدة الأميركية المتجاورة. أسست في 1971 لتتولي معظم بقايا خدمات سكك الركاب الموجودة آنذاك، وتظل ممولة جزئيًّا من قبل الحكومة مع أنها مؤسسة تجارية ربحية.
تخدم أمتراك أكثر من 500 وجهة في 46 ولاية وثلاث مقاطعات في كندا بأكثر من 300 قطار على ما يفوق
21,300 ميل (34,300 كـم) من سكة كل يوم.
بعض السكك تسمح للقطارات أن تسير بسرعة 150150 ميل/س (240 كم/س). في سنة 2015 المالية، خدمت أمتراك 30,8 مليون راكب وحظت على 2,185 بليون دولار في الإيرادات  ووظفت أكثر من 20 ألف شخص.
يأتي تقريبا ثلثي ركاب أمتراك من المناطق الحضرية العشرة الأكبر. يسافر 83 ٪ من الركاب على خطوطها  الأقصر من 400 ميل (644 كـم).
مقرها في محطة الاتحاد في واشنطن العاصمة.

اسم أمتراك مزيج من كلمتي America (أميركا) وtrak (تراك) وهي كتابة خاطئة لكلمة track التي هي معناها سكة.